# Budai Vigadó
Le Budai Vigadó (parfois en français : « Redoute de Buda ») est un édifice de style éclectique, situé dans le 1er arrondissement de Budapest sur Corvin tér. 